# Estació d'Arenys de Mar
Arenys de Mar és una estació de ferrocarril propietat d'adif situada a la població d'Arenys de Mar a la comarca del Maresme. L'estació es troba a la línia Barcelona-Mataró-Maçanet per on circulen de les línies de rodalia R1 i RG1 de Rodalies de Catalunya operades per Renfe Operadora.
Aquesta estació de la línia de Mataró va entrar en servei el 10 de gener de 1857, quan es va perllongar la línia des de Mataró, la primera ampliació del ferrocarril de Barcelona a Mataró, la primera línia de ferrocarril de la península Ibèrica. La iniciativa de la construcció del ferrocarril havia estat de Miquel Biada i Bunyol per dur a terme les múltiples relacions comercials que s'establien entre Mataró i Barcelona.
El 1859 l'estació deixava de ser terminal de línia amb el perllongament fins a Tordera i el 1862 fins a Maçanet connectant amb la línia de Granollers. El 1986 es duplicà la via entre Mataró i Arenys.
Des d'Arenys de Mar a Maçanet-Massanes la línia és en via única. Tant l'Autoritat del Transport Metropolità al Pla Director d'Infraestructures 2009-2018, com per part del Ministeri de Foment d'Espanya al Pla Rodalies de Barcelona 2008-2015, es preveu la duplicació de vies entre Arenys i Blanes.
L'any 2016 va registrar l'entrada de 721.000 passatgers.

## Serveis ferroviaris
| Procedència/Destinació                  | <               | Línia | >            | Procedència/Destinació                   |
| --------------------------------------- | --------------- | ----- | ------------ | ---------------------------------------- |
| Rodalia de Barcelona                    |                 |       |              |                                          |
| Molins de Rei L'Hospitalet de Llobregat | Caldes d'Estrac |       | Canet de Mar | terminal Calella Blanes Maçanet-Massanes |
| Rodalia de Girona                       |                 |       |              |                                          |
| L'Hospitalet de Llobregat               | Caldes d'Estrac |       | Canet de Mar | Figueres Portbou                         |

## Galeria d'imatges

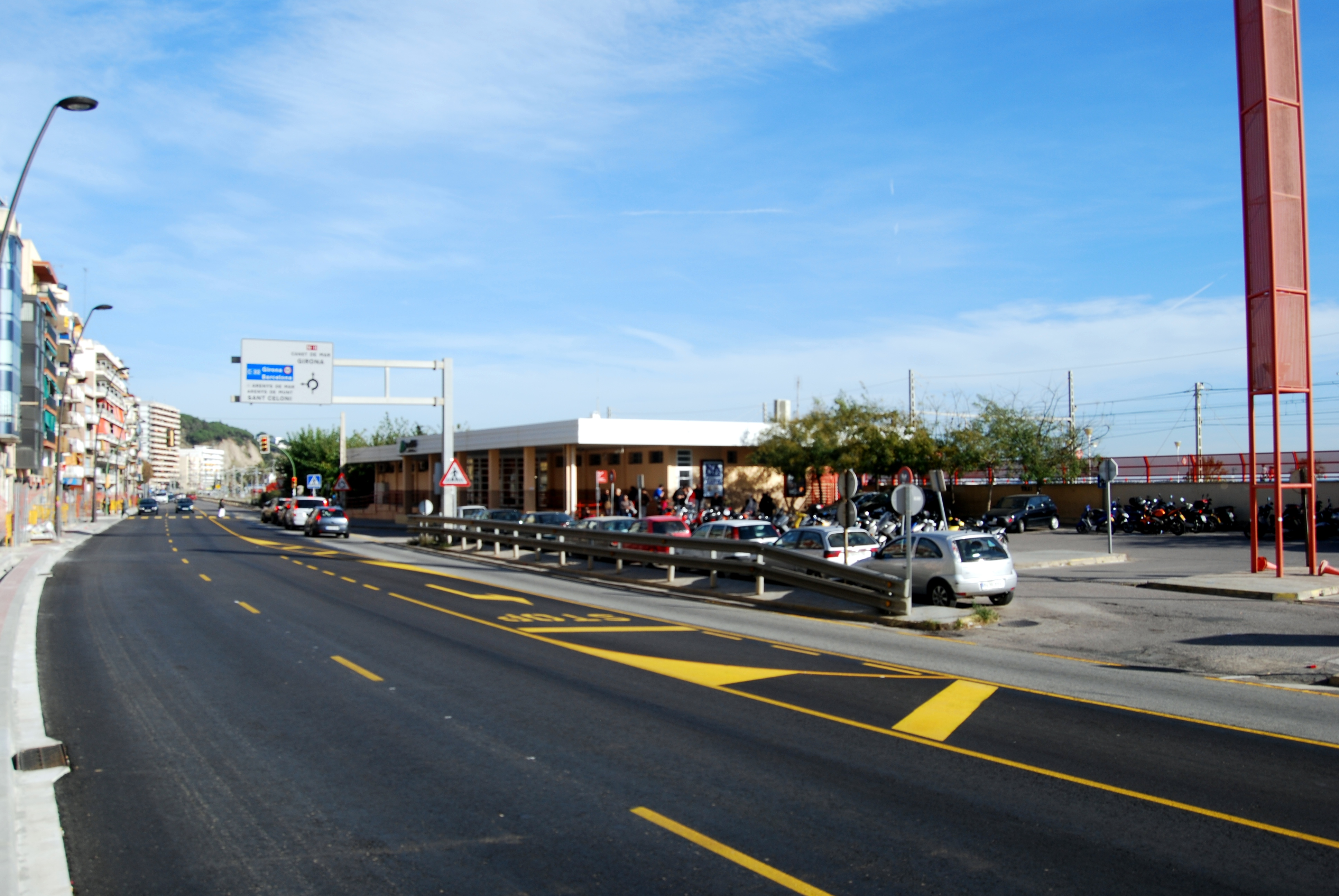
L'estació des de l'exterior amb un aparcament adjunt
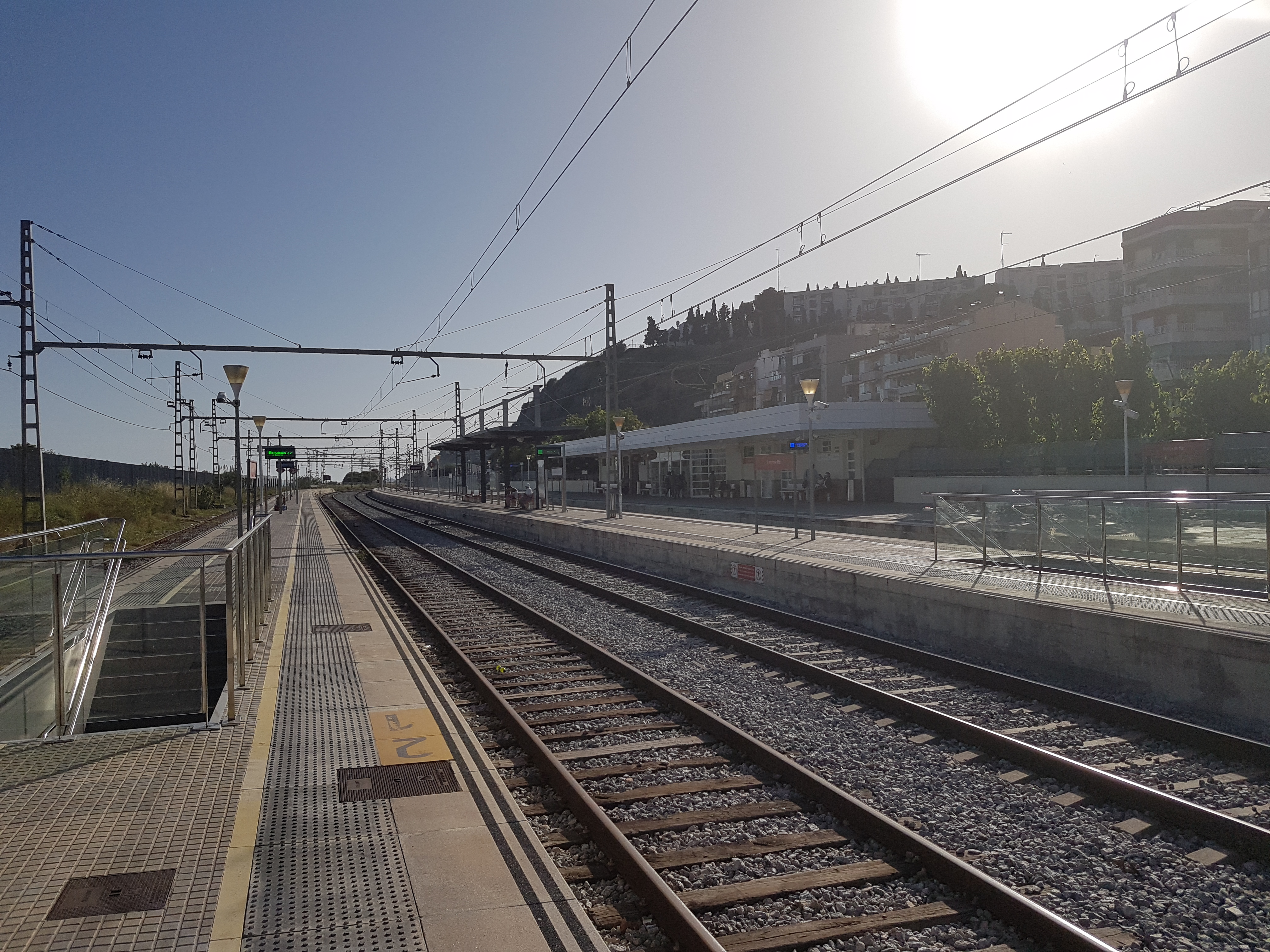
L'estació disposa de 4 vies
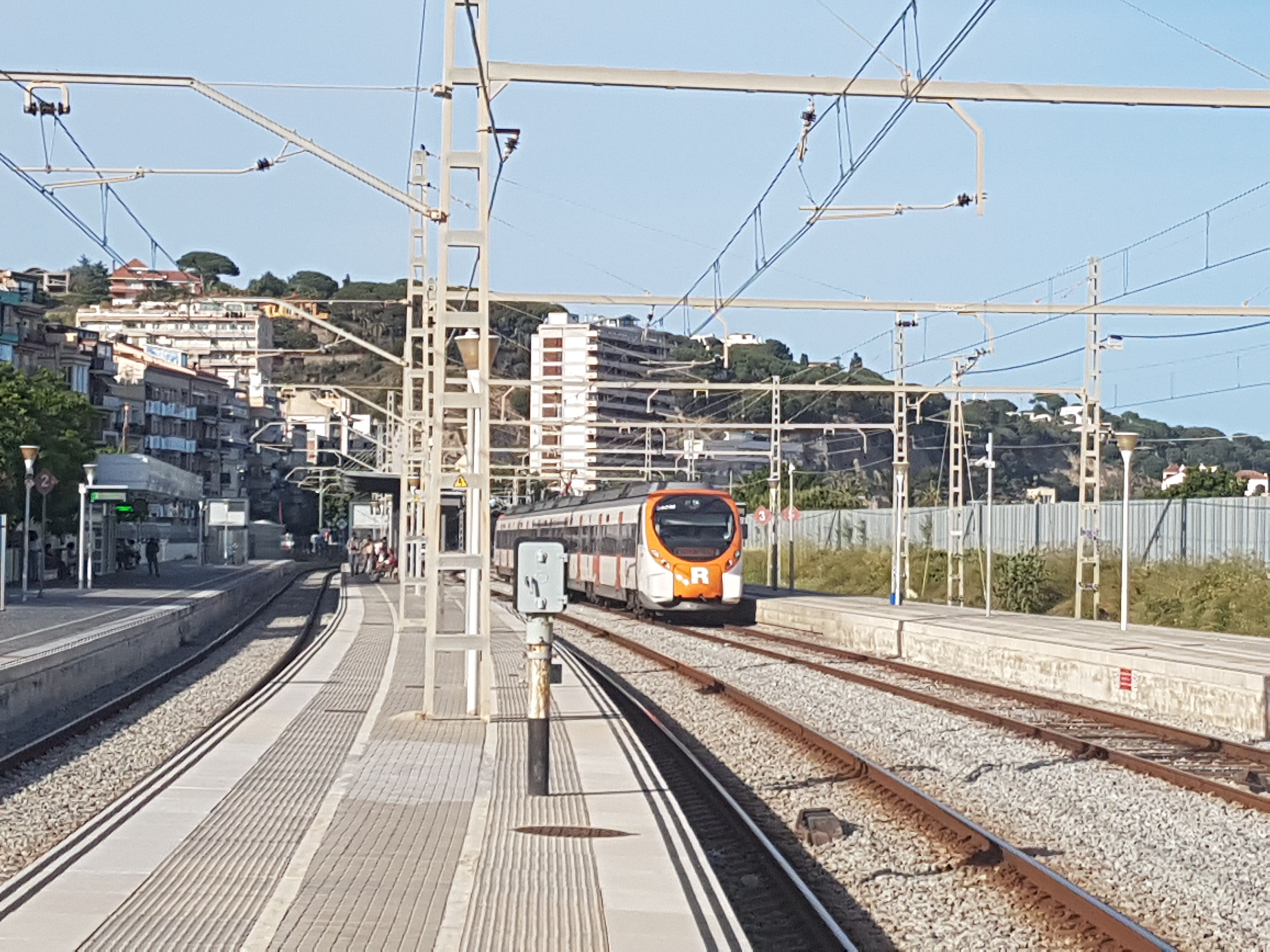
R1 finalitzant servei a l'estació
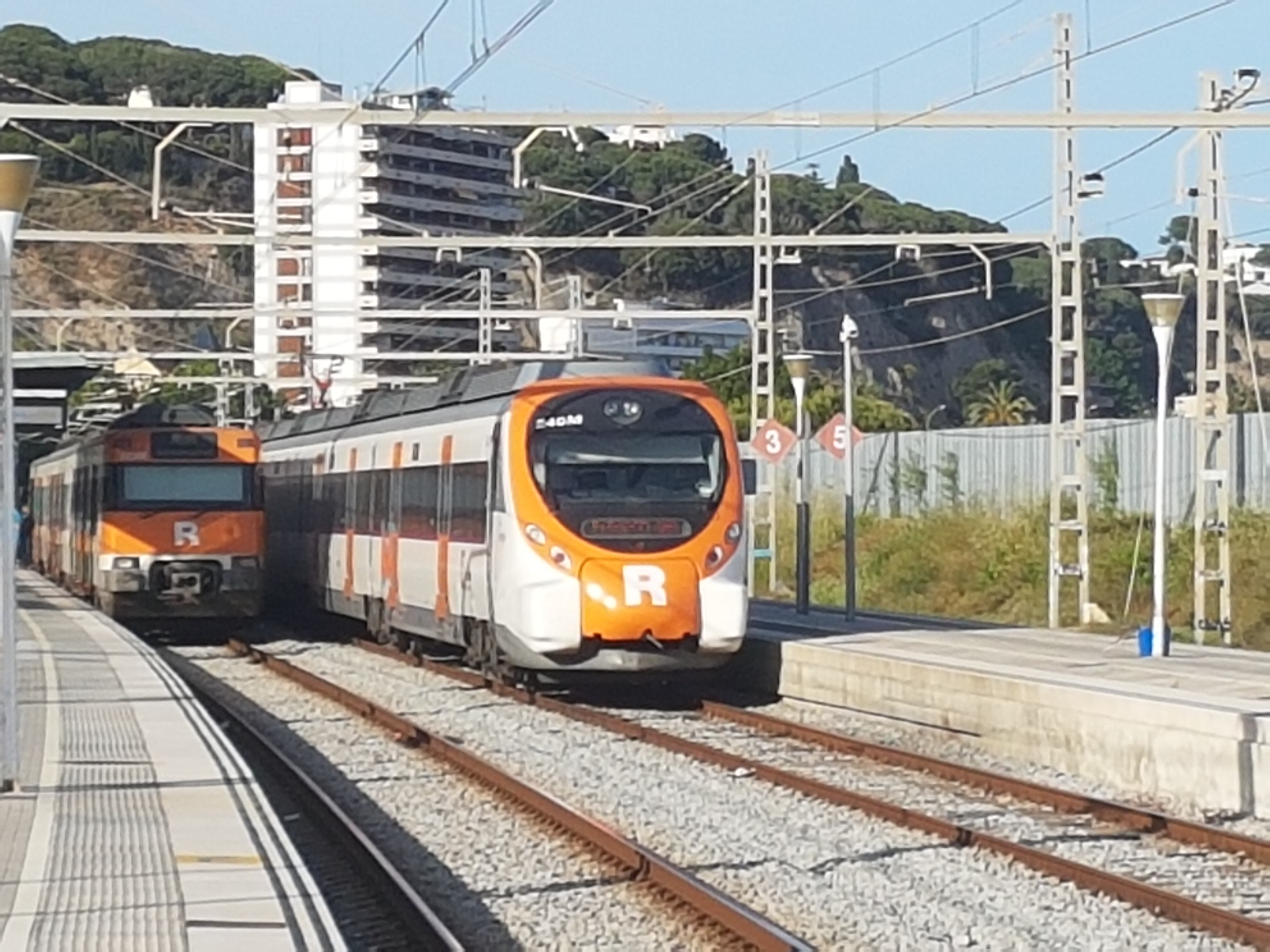
Per via 1 R1 Calella i per via 3 R1 L'Hospitalet